# Ophrestia torrei
Ophrestia torrei är en ärtväxtart som beskrevs av Bernard Verdcourt. Ophrestia torrei ingår i släktet Ophrestia och familjen ärtväxter. Inga underarter finns listade i Catalogue of Life.